# Tombe du Cheval céleste
La tombe du Cheval céleste (hangeul : 천마총 ; RR : Cheonmachong), est un tumulus et un site archéologique situé à Gyeongju, en Corée du Sud.

## Étymologie
Cheonmachong signifie tombeau du cheval du ciel.

## Découverte
Les fouilles de la tombe ont commencé le 16 avril 1973.

## Datation
On pense qu'elle date probablement du cinquième siècle mais peut-être du sixième siècle de notre ère.

## Description
La tombe, dans le style typique de Silla, est une Chambre funéraire bordée de bois qui s'étend d'est en ouest et est recouverte d'un monticule de rochers et de terre. Ce type de tombe est censé suivre le modèle d'une tombe scytho-iranienne à Pazyryk, en Russie. La tombe mesure 47 mètres de diamètre, 157 mètres de circonférence et 12,7 mètres de hauteur.
La chambre de la tombe contenait un cercueil en bois laqué autour duquel étaient placés des objets funéraires. 11 500 objets ont été retrouvés dans la tombe. Le nom de la tombe provient d'une célèbre peinture représentant un cheval blanc sur un tapis de selle en écorce de bouleau, également appelé garde-boue. Le cheval, un Cheonma (cheval volant coréen (en)), a huit pattes et des ailes aux sabots. Cette peinture est un exemple rare de peinture de la période Silla et indique une forte influence du royaume coréen de Koguryo. L'inhumation d'accessoires équestres et le sacrifice d'un cheval avec le roi montrent l'importance de la culture équine dans la société Silla et indiquent le rôle central du roi dans le chamanisme pratiqué par le peuple.
L'autre côté de la selle représente des cavaliers et le phénix.
La tombe renfermait également de nombreux autres trésors, dont une coiffe en or et une ceinture en or, toutes deux ornées de perles en forme de virgule en jade. Ces attributs de la royauté indiquent qu'un roi a été enterré dans la tombe. De plus, le fait que la gaine de la tombe du cheval céleste soit similaire à celle trouvée dans la tombe de la Couronne d'or et l'utilisation du motif du dragon dans les plaques d'or, qui correspond aux trésors de la tombe du roi baekje Muryeong, indiquent également qu'un roi royal a été enterré dans la tombe. Outre la couronne et la ceinture, la chambre contenait également des bracelets en or et des bagues en or pour chaque doigt du roi enterré. La tombe contenait également un coffre rempli de biens funéraires, dont le rabat de selle peint mentionné plus haut, ainsi que des bouilloires en fer, des poteries, des récipients en bronze, des objets en laque, des selles et une épée de 98 centimètres de long.

## Galerie

Le site
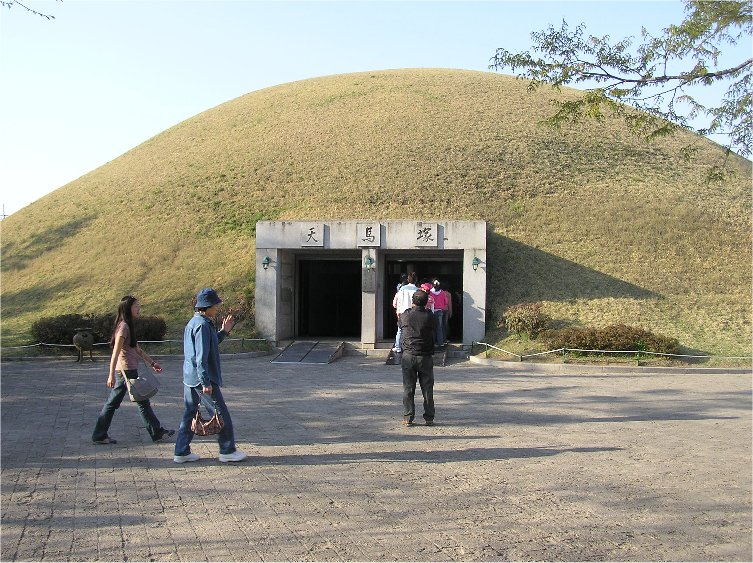
Le tumulus
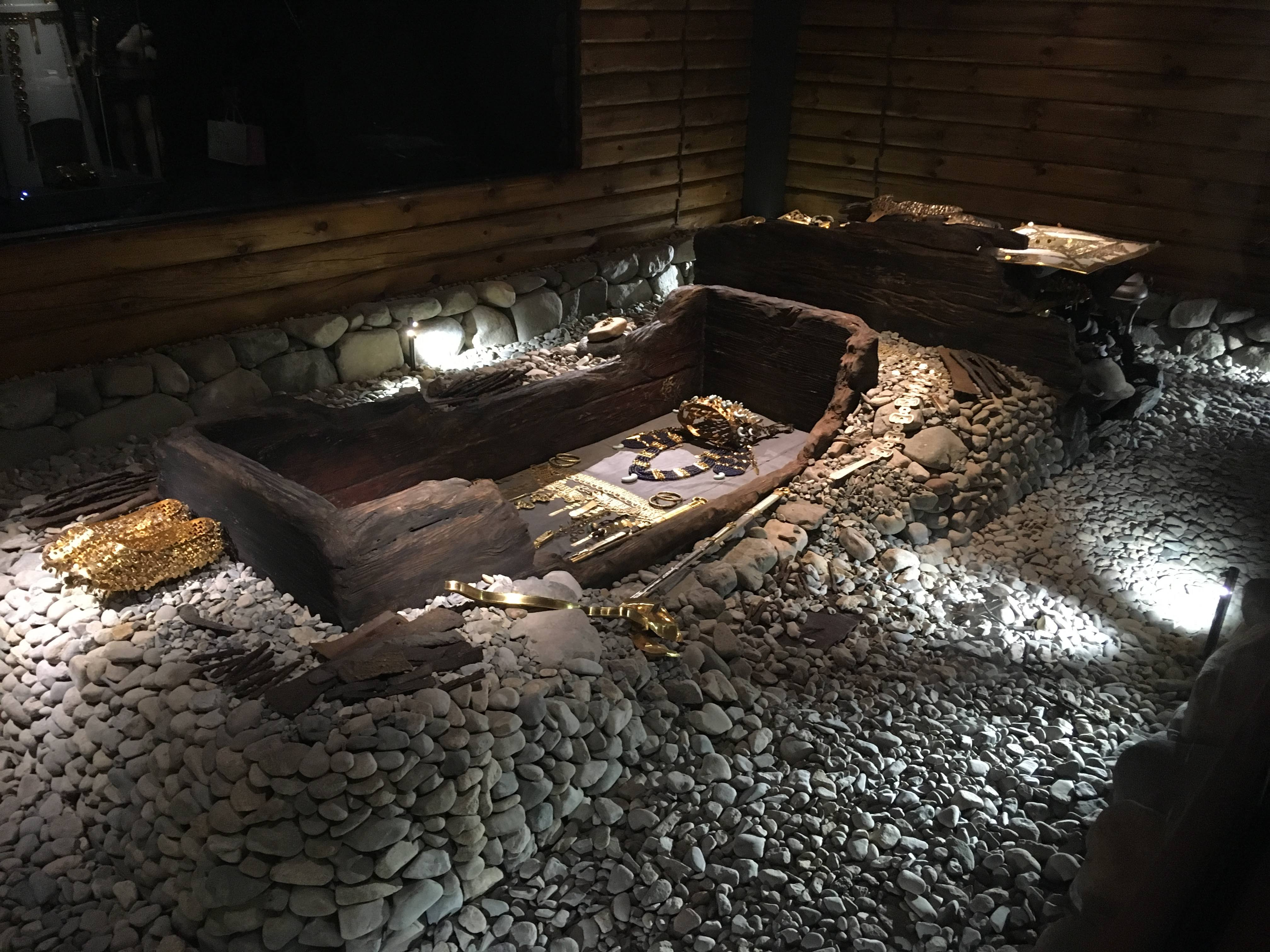
La chambre funéraire
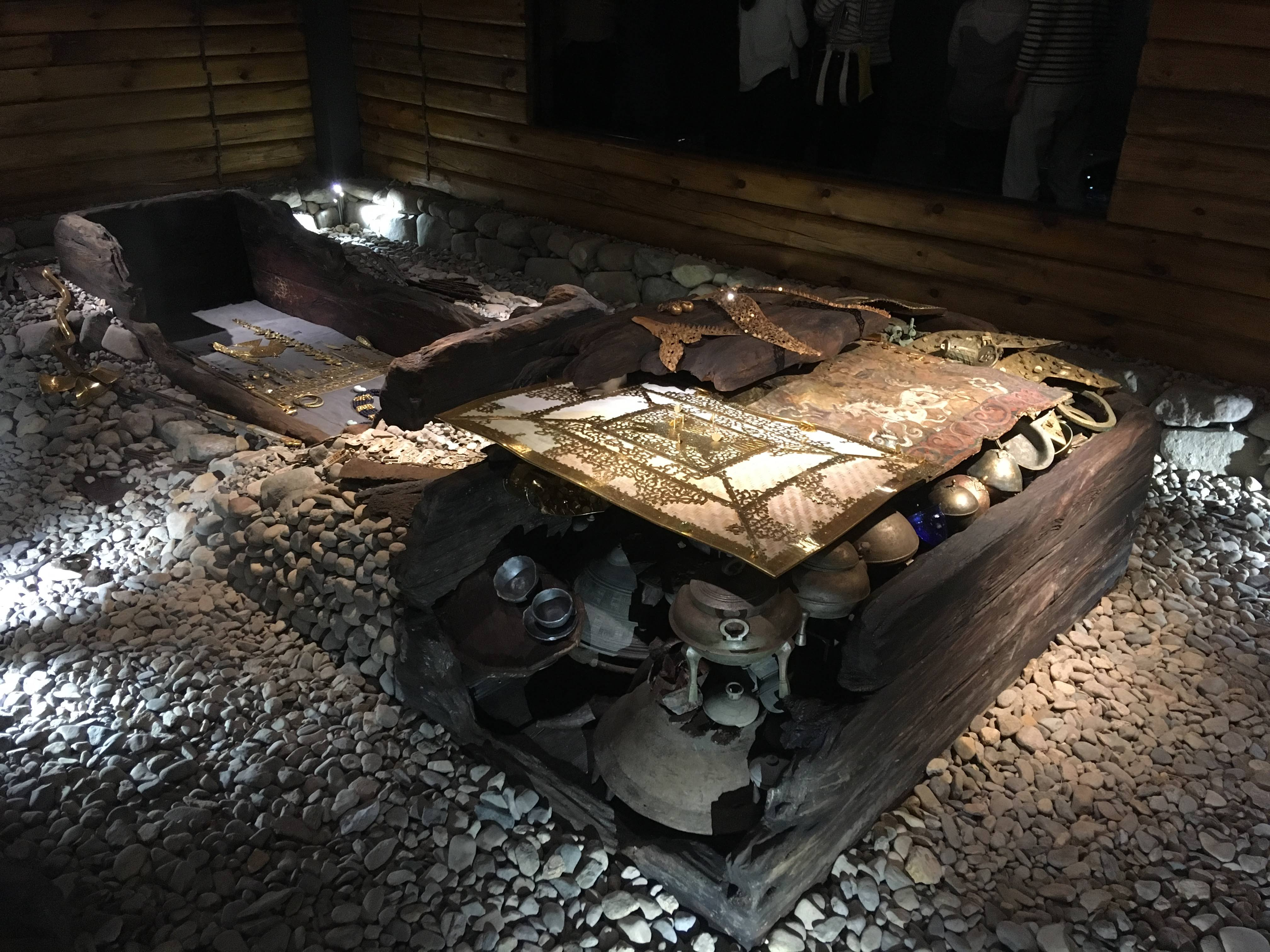
La chambre funéraire

Les artefacts
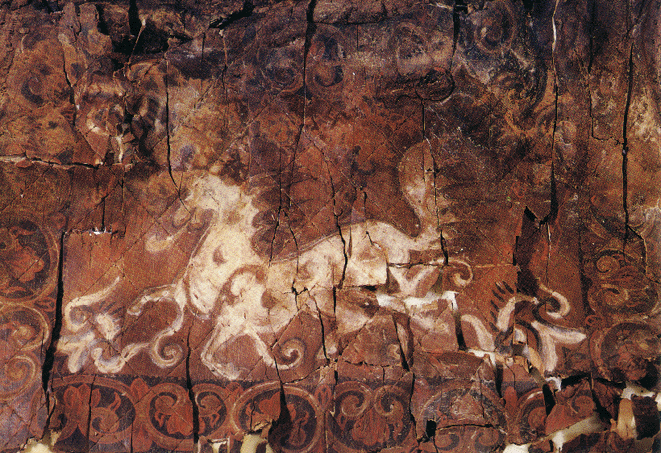
Peinture du Cheval céleste, trésor national n°207
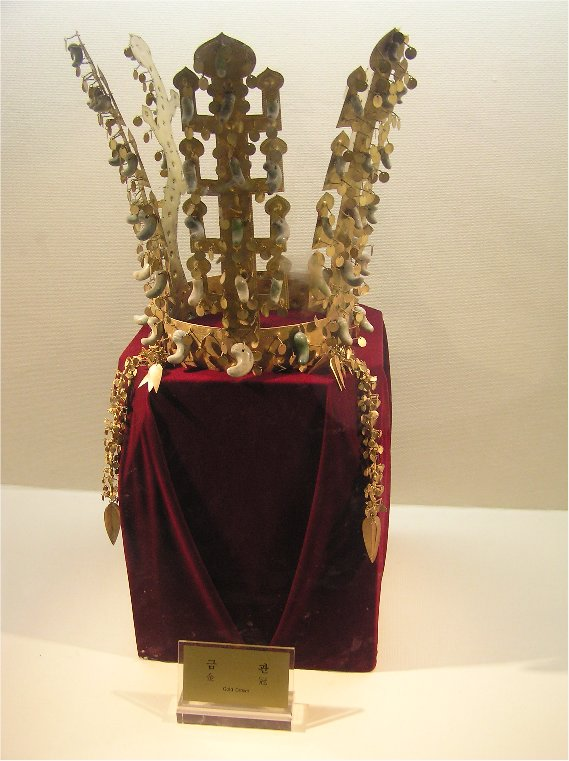
Couronne d'or et de jade avec pendentifs, trésor national n°188
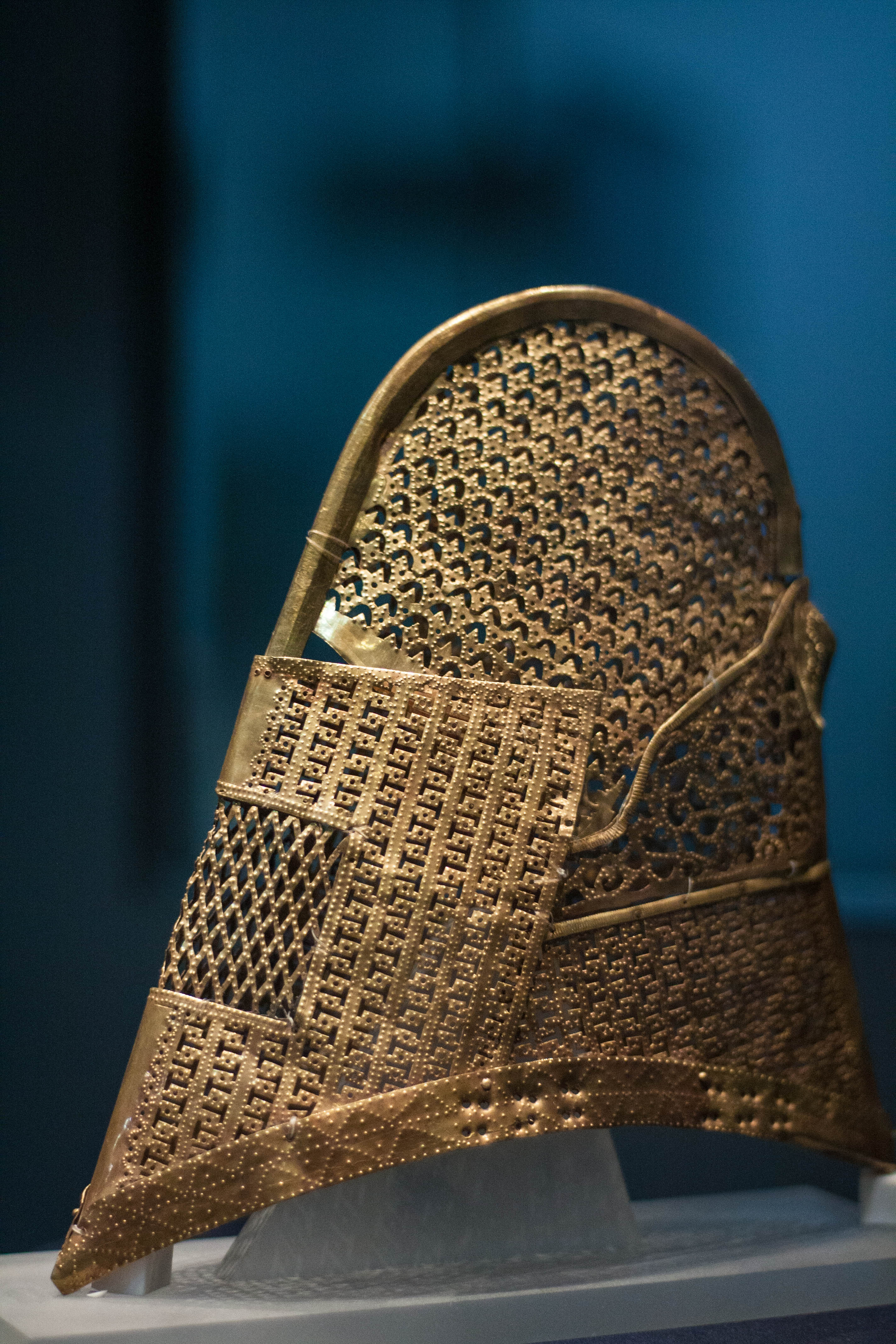
Coiffe dorée de la tombe du Cheval céleste, trésor national n°189
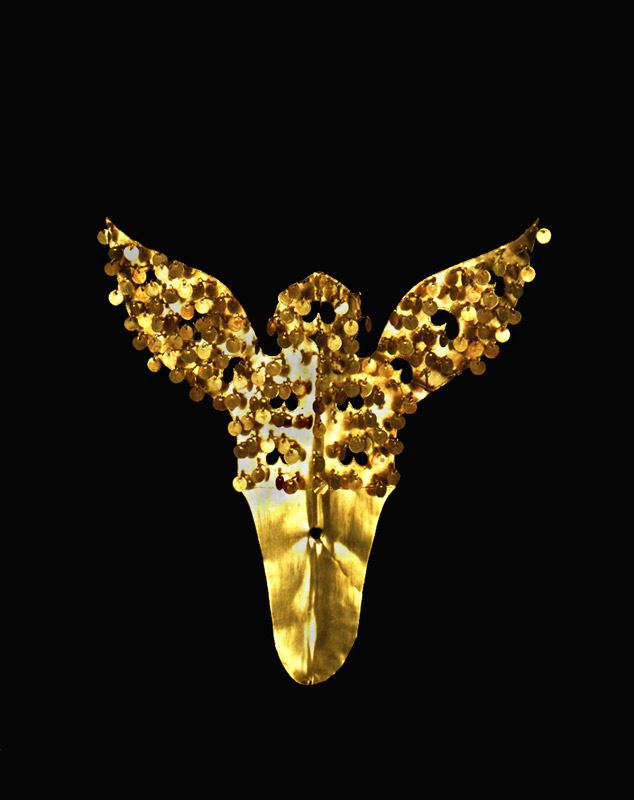
Trésor national n°617
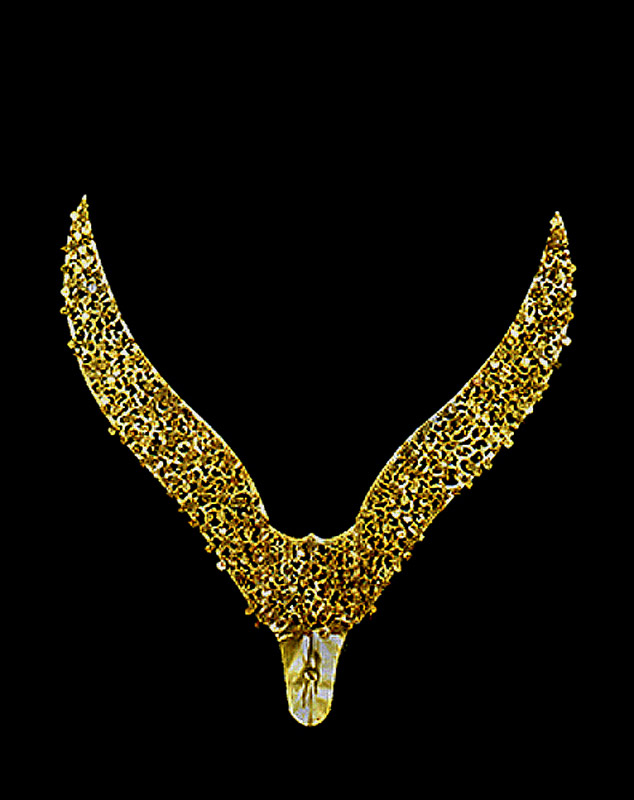
Tr8sor national n°618